# The Wiseguys
Cet article concerne groupe de hip hop britannique. Pour le groupe a cappella allemand, voir Wise Guys.
 (juillet 2011).
Si vous disposez d'ouvrages ou d'articles de référence ou si vous connaissez des sites web de qualité traitant du thème abordé ici, merci de compléter l'article en donnant les références utiles à sa vérifiabilité et en les liant à la section « Notes et références ».
The Wiseguys est un groupe de musique électronique et de hip-hop anglais actif de 1994 à 2001.
Ses membres sont les DJ Theo Keating (alors connu comme Touché et depuis Fake Blood) et Paul Eve (alors connu comme Regal et depuis DJ Regal).
Le label Wall of Sound signe le groupe en 1995, et sort leur premier album, Executive Suite, l'année suivante.
Regal quitte le groupe en 1997, et Touché sort seul l'album suivant, The Antidote, qui contient leurs deux morceaux les plus connus : Ooh La La et Start The Commotion utilisés dans de nombreuses publicités ainsi que dans un épisode de la série télévisée Malcolm pour le premier.